# Adelanto
Adelanto é uma cidade localizada no estado americano da Califórnia, no condado de San Bernardino. Foi incorporada em 22 de dezembro de 1970.

## Geografia
De acordo com o United States Census Bureau, a cidade tem uma área de 145,1 km², onde 145,1 km² estão cobertos por terra e 0,05 km² por água.

### Localidades na vizinhança
O diagrama seguinte representa as localidades num raio de 40 km ao redor de Adelanto.

## Demografia
Segundo o censo nacional de 2010, a sua população é de 31 765 habitantes e sua densidade populacional é de 218,97 hab/km². Possui 9 086 residências, que resulta em uma densidade de 62,63 residências/km².